# Tablice rejestracyjne w Turkmenistanie
Turkmeńskie tablice rejestracyjne odpowiadają europejskim normom. Białe tło, czarne wyraźne znaki, a po lewej stronie widnieje flaga Turkmenistanu z kodem TM. Ostatnie dwie litery to wyróżnik miasta (prowincji) rejestracji pojazdu. Rejestracje dla cudzoziemców mają żółte tło, dyplomatyczne niebieskie z kodem CD i numerem porządkowym, tablice pojazdów rządowych i wojskowych posiadają tło ciemnozielone.